# イェークパーククレット駅
イェークパーククレット駅（えき）は、タイ王国のノンタブリー県 パーククレット郡にある、■ピンクラインモノレールの駅である。2023年に供用開始、2024年に営業を開始した。駅番号はPK06。

## 概要
ピンクライン開業と同時に供用開始した中間駅である。
駅名の由来となったパーククレット交差点は、南北方向のティワノン通りと東西方向のチェンワッタナ通りが立体交差する。そして当線の起点（ノンタブリー）側は前者沿い、終点（ミンブリー）側は後者のチェンワッタナ通り沿いに敷設されているが、チェンワッタナ通り側の陸橋ごと跨ぐことから、当駅付近の軌条（線路）は前後の区間より高くなっている。

### 構造
ピンクライン各駅のほとんどが既存の国道上に作られている中で、直下に国道が存在しない珍しい駅のひとつ。1階が入り口、2階が改札、3階が乗り場。
西側の1番線ホームがミンブリー方面で、東側の2番線ホームがノンタブリー方面となる。

## 歴史
- 2023年11月21日 - 無料運行による公開試運転とともに開業。
- 2024年1月7日 - 営業運転開始。

## 駅周辺
- メジャーハリウッド パーククレット - パーククレット交差点西側にあるシネマコンプレックス
- ラマ4世橋（英語版） - 日本の円借款を利用して2008年に開通した[1]。チェンワッタナ通りとラチャプルック通り（タイ語版）、カンチャナピセーク通り（英語版、タイ語版）を連絡する。

### クレット島
クレット島はチャオプラヤー川の蛇行部をショートカットするラットクレット運河により隔てられた中州。運河の渡し舟を利用して行くことができる。
- ワット・サナーム・ヌア（タイ語版） (約1700 m、西北西) -  寺院に隣接した桟橋から、対岸のワット・パラマイイガワーへ渡ることができる[4]。
- ワット・パラマイイガワー（英語版、タイ語版） （ポラマイイカーワート）- 同じく、渡し舟桟橋に隣接する寺院。川岸の傾いたパゴダ（ビルマ様式の仏塔）は、同島を代表するランドマークのひとつ。